# 岡谷電機産業

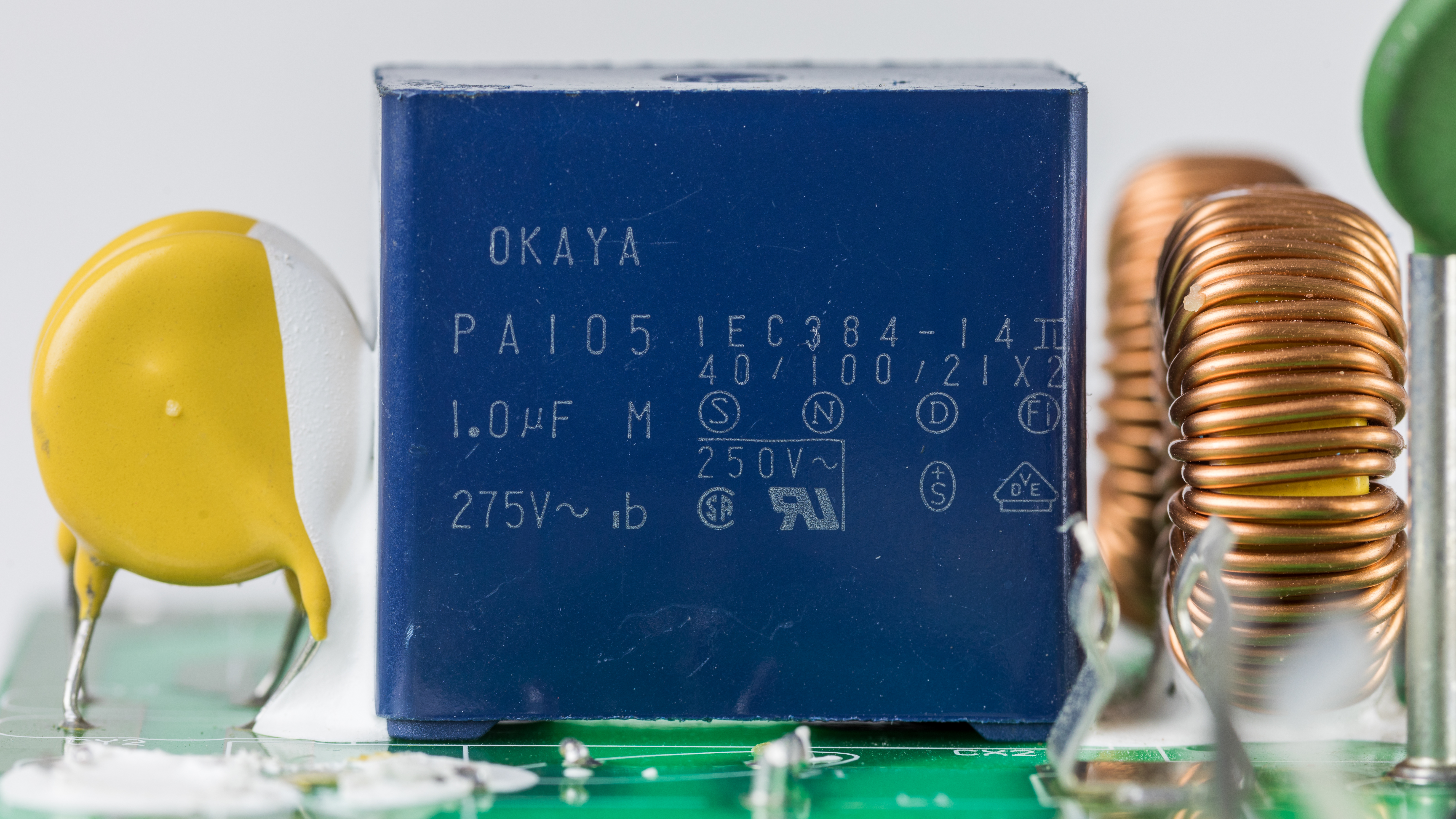
Okaya PA105, ノイズ抑制コンデンサ

岡谷電機産業株式会社（おかやでんきさんぎょう、英: OKAYA ELECTRIC INDUSTRIES CO.,LTD.）は、東京都世田谷区に本社を置くノイズ対策部品や表示部品などを製造販売するメーカーである。以前は「ロダン」のブランドで真空管等を製造していた。

## 沿革
- 1939年4月 - 株式会社昭和電機製作所設立。
- 1941年5月 - 東北電機無線株式会社に社名変更。
- 1946年6月 - 海軍の命令により長野県岡谷市に疎開、同時に岡谷無線株式会社に社名変更。
- 1961年6月 - 本社を東京都渋谷区に移転。
- 1967年6月 - 現社名に変更。
- 1970年9月 - 東京証券取引所2部上場。
- 2002年7月 - 本社を東京都世田谷区に移転。
- 2005年2月 - 本社を世田谷区三軒茶屋より、等々力に移転 。
- 2006年2月 - 東京証券取引所1部指定替え。
- 2022年4月 - 東京証券取引所の市場区分の見直しに伴い、東京証券取引所スタンダード市場へ移行。

## 所在地
- 本社 - 東京都世田谷区
- 長野事業所 - 長野県岡谷市
- 埼玉事業所 - 埼玉県行田市

## その他
1975年に発売されたHF-300B以降、2010年に高槻電器工業が35年ぶりにTA-300Bを発売するまで国産の300B系真空管は製造されなかった。